# Víctor Heredia
Víctor Heredia   (Buenos Aires, 24 de gener de 1947) és un cantautor argentí.
Des de molt jove es va dedicar a la interpretació musical. El 1967, després d'actuar en ràdios, festivals, etc., va guanyar el premi Revelación Juvenil al Festival de Cosquín, amb la seva zamba Para cobrar altura. A partir d'aquest moment, es va presentar amb importants figures del folclore argentí.
El disc El viejo Matías arriba a les 500 000 còpies venudes. Es presenta en diversos concerts amb Joan Manuel Serrat, tot gravant amb ell la peça Mara.
El 1978, durant la dictadura militar autoanomenada Procés de Reorganització Nacional, va haver d'exiliar-se a l'estat espanyol, país en el qual va gravar dos discs. Torna a l'Argentina el 1982, donant concerts amb importants artistes del folklore argentí per a milers d'espectadors.
A finals de la dècada de 1980 va formar duo amb el cantautor León Gieco, aconseguint audiències multitudinàries.
El 1993 es va presentar al Festival de Cosquín, en el qual el van donar el premi Consagración.